# Maďarsko na Letních olympijských hrách 1924
Maďarsko na Letních olympijských hrách v roce 1924 ve francouzské Paříži reprezentovala výprava 89 sportovců (86 mužů a 3 ženy) ve 12 sportech.

## Medailisté
| Medaile | Jméno | Sport             | Soutěž                         |
| ------- | --- | ----------------- | ------------------------------ |
| Zlato   | Sándor Pósta | Šerm              | Muži jednotlivci šavle         |
| Zlato   | Gyula Halasy | Sportovní střelba | Muži trap                      |
| Stříbro | Elemér Somfay | Atletika          | Muži pětiboj                   |
| Stříbro | Ödön Tersztyánszky Jenő Uhlyárik József Rády Zoltán Schenker László Széchy László Berti János Garay Sándor Pósta | Šerm              | Družstvo mužů šavle            |
| Stříbro | Lajos Keresztes                                                                                                  | Zápas             | muži, řecko-římský do 67,5 kg  |
| Bronz   | Zoltán Schenker Ödön Tersztyánszky László Berti István Lichteneckert Sándor Pósta                                | Šerm              | Družstvo mužů fleret           |
| Bronz   | János Garay | Šerm              | Muži jednotlivci šavle         |
| Bronz   | Károly Bartha | Plavání           | Muži 100 m znak                |
| Bronz   | Rajmund Badó | Zápas             | muži, řecko-římský nad 82,5 kg |